# Andy Priaulx
Andrew „Andy“ Graham Priaulx, MBE (* 8. August 1973 auf Guernsey) ist ein ehemaliger britischer Automobilrennfahrer. Er war in der World Touring Car Championship (WTCC) aktiv und dreimaliger Weltmeister dieser Serie. Priaulx stand bei Ford Chip Ganassi Team UK unter Vertrag und startete seit 2016 in der FIA-Langstrecken-Weltmeisterschaft. Im Oktober 2008 wurde er von Königin Elisabeth II. für seine Wohltätigkeitsarbeit mit der fünften Stufe des Ritterordens Order of the British Empire ausgezeichnet.

## Karriere

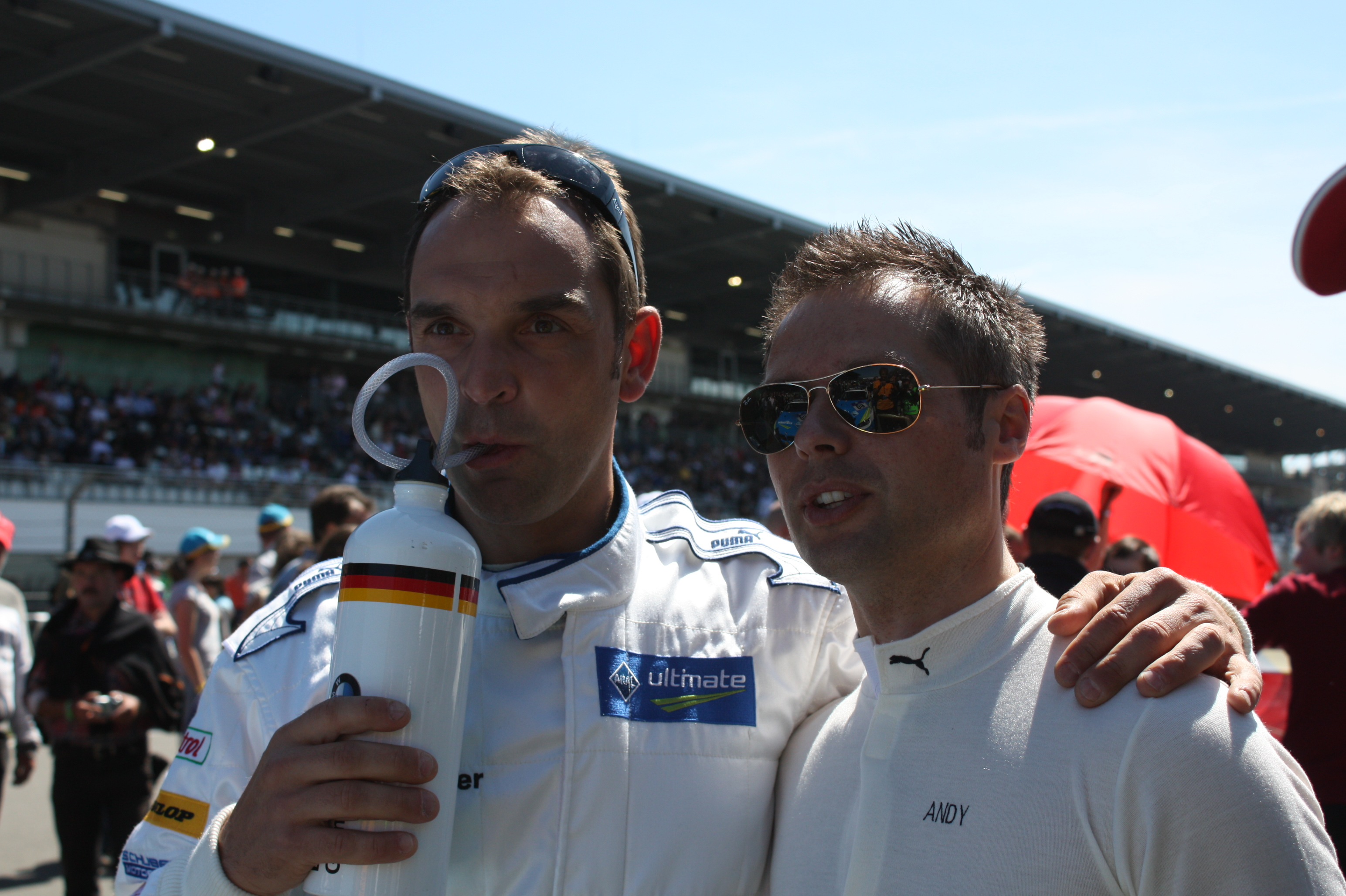
Andy Priaulx (rechts) und Jörg Müller beim 24-Stunden-Rennen 2009

Andrew Priaulx ist ein sehr vielseitiger Motorsportler, was aber vor allem den Bereich auf vier Rädern anbelangt, in welchem er 1984 im Kart debütierte. 1995 startete Priaulx dann in der britischen Bergrennmeisterschaft, wo er gleich Meister wurde.
Von 1996 bis 1998 fuhr er wechselweise Formel Renault und Formel 3, ehe er Ende 1998 in den Renault-Spider-Cup wechselte und dort 1999 überlegener Meister wurde. Nach einem kurzen Gastspiel in der Formel 3 (Jahres-Sechster) widmete er sich ab 2001 dem Tourenwagen-Sport und beendete die Saison 2002 mit drei Siegen. 2003 startete Priaulx dann für das BMW-Team Großbritannien in der Tourenwagen-Europameisterschaft, wo er seine Erfolge aus der Britischen Tourenwagen-Meisterschaft weiterführen konnte und die Saison letztendlich als Dritter abschloss.
2004 sollte dann sein Jahr in der ETCC werden. Priaulx zeigte das ganze Jahr über konstant gute Leistungen und wahrte bis zu den Endläufen in Dubai (Vereinigte Arabische Emirate) seine Titelchancen. Dort profitierte er dann vom Pech seines ärgsten Konkurrenten Dirk Müller, der im ersten Rennen in eine Kollision verwickelt war und deshalb im zweiten Rennen von sehr weit hinten starten musste. Priaulx hingegen hielt sich schadlos und schaffte es, nach dem letzten Rennen punktgleich mit Müller auf Rang eins der Gesamtwertung zu liegen. Da er jedoch in der Endabrechnung fünf Saisonsiege verbuchen konnte (im Gegensatz zu Müller, der nur dreimal siegte), ging der Titel des europäischen Tourenwagenmeisters 2004 an ihn.

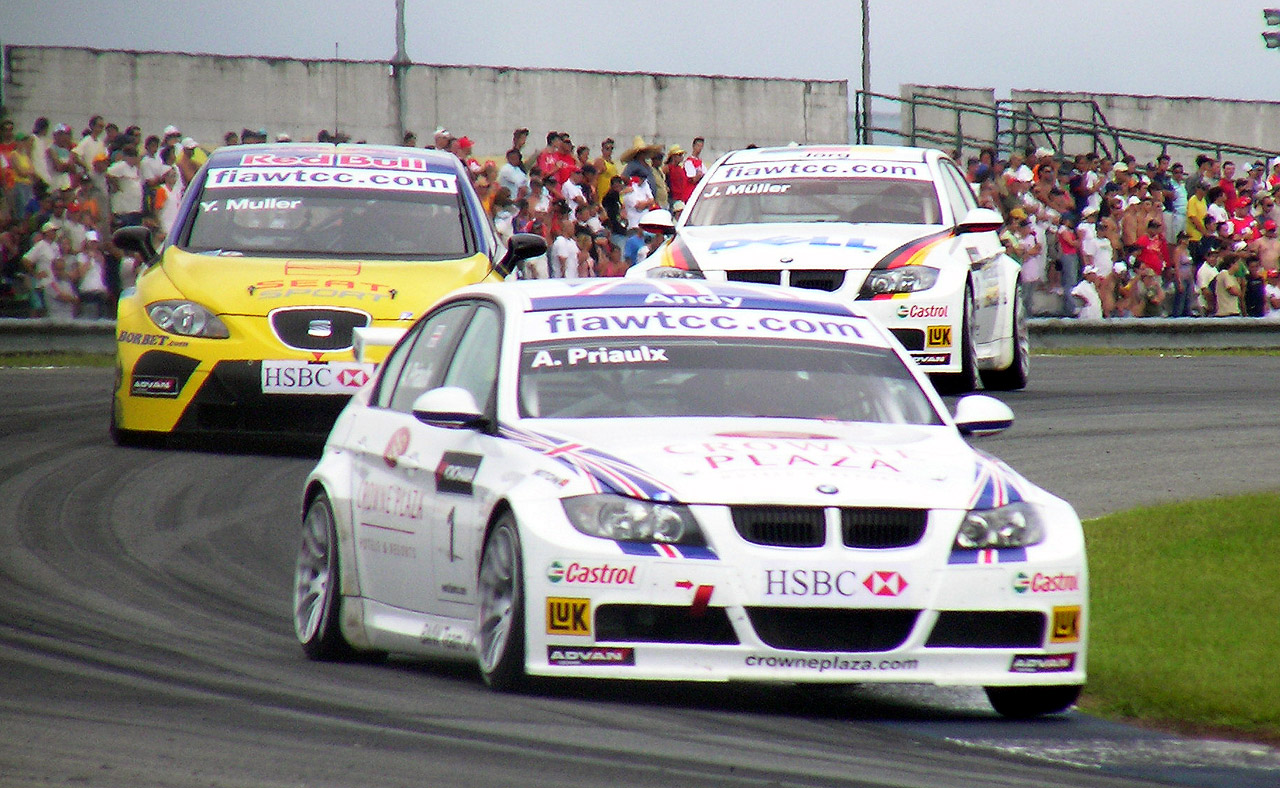
Priaulx im BMW 320si E90, 2007

2005 wurde die Serie aufgelöst, Priaulx und sein Team, das unter der Einschreibung von BMW Großbritannien antretende belgische RBM-Team, gingen jedoch, so wie viele der anderen Teams der ETCC, in der neu gegründeten WTCC (Tourenwagen-WM) an den Start.
Dieses Jahr sollte wieder zum Zweikampf zwischen Priaulx und Müller werden, welches der Brite nach einem spektakulären Finale erneut als Sieger verließ und sich von nun an Tourenwagen-Weltmeister nennen durfte. Daneben gewann er zusammen mit Pedro Lamy, Boris Said und Duncan Huisman das 24-Stunden-Rennen auf dem Nürburgring.
2006 ging Priaulx in seiner fünften Tourenwagen-Saison wieder in der WTCC an den Start und verteidigte beim Saisonfinale in Macau seinen WM-Titel. Diesen Titel konnte er in der Saison 2007 ebenfalls in Macao verteidigen, obwohl seine Chancen nach einem 12. Platz in der Qualifikation deutlich geringer waren.
In den beiden Jahren 2012 und 2013 ging Priaulx in der DTM mit einem BMW M3 für das BMW Team RBM an den Start. 2014 fuhr er für BMW Motorsport und dem BMW Team RLL in der US-amerikanischen United SportsCar Championship (USCC). 2015 fuhr er in einem BMW 125i M Sport in der britischen Dunlop MSA British Touring Car Championship (BTCC).
Nach 13 Jahren mit BMW Motorsport wechselte Andy Priaulx zur Saison 2016 zu Ford Performance, dem Werksteam von Ford. Er wird mit einem Ford GT  in der GTE-Pro-Klasse antreten – einschließlich bei den 24h von LeMans. Seine Teamkollegen sind Marino Franchitti (der jüngere Bruder von mehrfachen IndyCar-Champion Dario Franchitti), Olivier Pla sowie dem sehr erfahrenen Sportwagenfahrer Stefan Mücke.

## Persönliches
Priaulx lebt zusammen mit seiner Frau Joanne und zwei gemeinsamen Kindern auf Guernsey. Sein Sohn Sebastian Priaulx ist ebenfalls Autorennfahrer.
Seine Freizeit verbringt er mit Wasserski- und Fahrradfahren. Seltener trifft man ihn mittlerweile bei seiner früheren Passion, dem Sportbootfahren.

## Statistik

### Erfolge
- 2004: Tourenwagen-Europameister (ETCC)
- 2005: Tourenwagen-Weltmeister (WTCC)
- 2006: Tourenwagen-Weltmeister (WTCC)
- 2007: Tourenwagen-Weltmeister (WTCC)
- 2008: Platz 4 in der Fahrerwertung (WTCC)
- 2009: Platz 4 in der Fahrerwertung (WTCC)
- 2010: Platz 4 in der Fahrerwertung (WTCC)

### Le-Mans-Ergebnisse
| Jahr | Team                        | Fahrzeug   | Teamkollege        | Teamkollege     | Platzierung | Ausfallgrund |
| ---- | --------------------------- | ---------- | ------------------ | --------------- | ----------- | ------------ |
| 2010 | BMW Motorsport              | BMW M3 GT2 | Dirk Müller        | Dirk Werner     | Ausfall     | Defekt       |
| 2011 | BMW Motorsport              | BMW M3 GT2 | Dirk Müller        | Joey Hand       | Rang 15     |              |
| 2016 | Ford Chip Ganassi Team UK   | Ford GT    | Marino Franchitti  | Harry Tincknell | Rang 40     |              |
| 2017 | Ford Chip Ganassi Team UK   | Ford GT    | Luís Felipe Derani | Harry Tincknell | Rang 18     |              |
| 2018 | Ford Chip Ganassi Racing    | Ford GT    | Tony Kanaan        | Harry Tincknell | Rang 30     |              |
| 2019 | Ford Chip Ganassi Racing UK | Ford GT    | Jonathan Bomarito  | Harry Tincknell | Rang 23     |              |

### Sebring-Ergebnisse
| Jahr | Team                       | Fahrzeug      | Teamkollege    | Teamkollege    | Teamkollege     | Platzierung | Ausfallgrund |
| ---- | -------------------------- | ------------- | -------------- | -------------- | --------------- | ----------- | ------------ |
| 2010 | BMW Rahal Letterman Racing | BMW M3 E92    | Joey Hand      | Dirk Müller    |                 | Rang 8      |              |
| 2011 | BMW Motorsport             | BMW M3 E92 GT | Joey Hand      | Dirk Müller    |                 | Rang 10     |              |
| 2014 | BMW Team RLL               | BMW Z4 GTLM   | Joey Hand      | Bill Auberlen  |                 | Rang 14     |              |
| 2015 | Turner Motorsport          | BMW Z4 GTE    | Boris Said III | Michael Marsal | Markus Palttala | Rang 25     |              |

### Einzelergebnisse in der DTM
| Saison | Team         | Hersteller | 1   | 2   | 3   | 4   | 5   | 6   | 7   | 8   | 9   | 10  | Punkte | Rang |
| ------ | ------------ | ---------- | --- | --- | --- | --- | --- | --- | --- | --- | --- | --- | ------ | ---- |
| 2012   | BMW Team RBM | BMW        | HO1 | LAU | BRH | SPI | NOR | NÜR | ZAN | OSC | VAL | HO2 | 24     | 13.  |
| 2012   | BMW Team RBM | BMW        | 6   | 17  | DNF | DNF | 7   | 19  | 13  | 17* | 8   | 7   | 24     | 13.  |
| 2013   | BMW Team RMG | BMW        | HO1 | BRH | SPI | LAU | NOR | MOS | NÜR | OSC | ZAN | HO2 | 10     | 20.  |
| 2013   | BMW Team RMG | BMW        | 17* | 19  | 19  | 22  | 9   | 20  | 16  | 19  | 20  | 6   | 10     | 20.  |

| Legende  | Legende            | Legende                                                          |
| Farbe    | Abkürzung          | Bedeutung                                                        |
| -------- | ------------------ | ---------------------------------------------------------------- |
| Gold     | –                  | Sieg                                                             |
| Silber   | –                  | 2. Platz                                                         |
| Bronze   | –                  | 3. Platz                                                         |
| Grün     | –                  | Platzierung in den Punkten                                       |
| Blau     | –                  | Klassifiziert außerhalb der Punkteränge                          |
| Violett  | DNF                | Rennen nicht beendet (did not finish)                            |
| Violett  | NC                 | nicht klassifiziert (not classified)                             |
| Rot      | DNQ                | nicht qualifiziert (did not qualify)                             |
| Rot      | DNPQ               | in Vorqualifikation gescheitert (did not pre-qualify)            |
| Schwarz  | DSQ                | disqualifiziert (disqualified)                                   |
| Weiß     | DNS                | nicht am Start (did not start)                                   |
| Weiß     | WD                 | zurückgezogen (withdrawn)                                        |
| Hellblau | PO                 | nur am Training teilgenommen (practiced only)                    |
| Hellblau | TD                 | Freitags-Testfahrer (test driver)                                |
| ohne     | DNP                | nicht am Training teilgenommen (did not practice)                |
| ohne     | INJ                | verletzt oder krank (injured)                                    |
| ohne     | EX                 | ausgeschlossen (excluded)                                        |
| ohne     | DNA                | nicht erschienen (did not arrive)                                |
| ohne     | C                  | Rennen abgesagt (cancelled)                                      |
| ohne     | keine WM-Teilnahme |                                                                  |
| sonstige | P/fett             | Pole-Position                                                    |
| sonstige | 1/2/3/4/5/6/7/8    | Punktplatzierung im Sprint-/Qualifikationsrennen                 |
| sonstige | SR/kursiv          | Schnellste Rennrunde                                             |
| sonstige | *                  | nicht im Ziel, aufgrund der zurückgelegten Distanz aber gewertet |
| sonstige | ()                 | Streichresultate                                                 |
| sonstige | unterstrichen      | Führender in der Gesamtwertung                                   |